# 腹隆背蛛
腹隆背蛛（学名：Tylorida ventralis）为肖峭科隆背蛛属的动物。分布于印度至新几内亚、台湾岛等地。